# باشاك كوكلوكايا
باشاك كوكلوكايا (بالتركية: Başak Köklükaya)‏ (مواليد 19 أبريل 1974) هي ممثلة تركية. ظهرت في أكثر من 20 فيلمًا ومسلسلا تلفزيونيا منذ عام 1989. لعبت دور البطولة في فيلم اعتراف، الذي تم عرضه في قسم جائزة نظرة ما في مهرجان كان السينمائي لعام 2002.

## مشوارها الفني
بعد تخرجها من قسم المسرح من جامعة حجة تبة، المعهد الحكومي في أنقرة وجامعة بيلكنت كلية الموسيقى والفنون المسرحية، في عام 1995 بدأت العمل في مسرح المدينة.
كانت أولى تجاربها التلفزيونية في مسلسل سكان الصيف عام 1995 ثم حصلت على أولى تجربها السينمائية مع المخرج التركي فرزان اوزبيتك، وبفضله فازت بجائزة «أفضل ممثلة صاعدة» في مهرجان أنقرة السينمائي الدولي.

## أعمالها الفنية

### مسلسلات
- في
- رضا بايلر
- بلدنا، شعبنا
- الرماد والنار
- يانيك كوزا
- إكليل الورد
- سلطة سلطان
- عطية

### أفلام
- شيء يعمل
- حليب
- القيامة الصغيرة
- ركوب السجادة السحرية
- كل ما يتعلق بمصطفى
- سماء متبلة
- درويش
- أخر الحريم
- حمام
- اعتراف
- محاكمة
- الصفحة الثالثة
- رسالة مكتوبة
- بداية الوصول
- Esir Şehrin İnsanları
- Aşk Ve Gurur
- Koltuk Sevdası
- اغتيال البوم
- Yazlıkçılar

### مسرحيات
- رواية تولستوي الذراع
- رواية الحرب والسلم

## جوائز وترشيحات
- 2018 - جوائز رابطة كتاب السينما الدورة 50 أفضل ممثلة عن فيلم شيء يعمل
- 2017 - مهرجان أضنة السينمائي الدولي الرابع والعشرين جائزة أفضل ممثلة عن فيلم شيء يعمل
- 2007 - Çağdaş Sinema Oyuncuları Derneği جائزة أفضل ممثلة عن فيلم القيامة الصغيرة
- 2007 - جوائز صدري اليشيك جائزة أفضل ممثلة عن فيلم القيامة الصغيرة
- 2006 - جوائز جامعة بيكنت للاتصالات جائزة أفضل ممثلة عن مسلسل شرنقة محروقة
- 2001 - مهرجان جزر البليار الدولي السينمائي (إسبانيا) جائزة أفضل ممثلة عن فيلم الصفحة الثالثة
- 2000 - Orhun Arıburnu جائزة أفضل ممثلة عن فيلم الصفحة الثالثة
- 2000 - مهرجان إسطنبول السينمائي الدولي الدورة 19، وزارة الثقافة، جائزة الفنانة الناجحة عن فيلم الصفحة الثالثة
- 2000 - مهرجان إسطنبول السينمائي الدولي الدورة 19، مؤسسة Eczacıbaşı، جائزة أفضل ممثلة عن فيلم الصفحة الثالثة
- 2000 - Çağdaş Sinema Oyuncuları Derneği جائزة أفضل ممثلة عن فيلم الصفحة الثالثة
- 1999 - جمعية كتاب السينما جائزة أفضل ممثلة عن فيلم الصفحة الثالثة
- 1999 - مهرجان أنطاليا السينمائي الدورة 36 جائزة أفضل ممثلة عن فيلم الصفحة الثالثة
- 1998 - مهرجان أنقرة السينمائي الدولي الدورة 10 جائزة الممثلة الجديدة عن فيلم حمام

## روابط خارجية
- باشاك كوكلوكايا على موقع IMDb (الإنجليزية)
- باشاك كوكلوكايا على موقع ألو سيني (الفرنسية)
- باشاك كوكلوكايا على موقع أول موفي (الإنجليزية)
- باشاك كوكلوكايا على موقع أول موفي (الإنجليزية)
- باشاك كوكلوكايا على موقع قاعدة بيانات الأفلام السويدية (السويدية)
- باشاك كوكلوكايا على موقع قاعدة بيانات الفيلم (الإنجليزية)
- باشاك كوكلوكايا على موقع كينوبويسك (الروسية)